# Akamurenda
Akamurenda är en kulle i Burundi.   Den ligger i provinsen Ruyigi, i den centrala delen av landet, 110 kilometer öster om huvudstaden Bujumbura. Toppen på Akamurenda är 1 305 meter över havet, eller 34 meter över den omgivande terrängen. Bredden vid basen är 0,50 km.
Terrängen runt Akamurenda är platt åt sydost, men åt nordväst är den kuperad. Närmaste större samhälle är Ruyigi, 14,9 kilometer norr om Akamurenda.
I omgivningarna runt Akamurenda växer huvudsakligen savannskog. Runt Akamurenda är det ganska tätbefolkat, med 172 invånare per kvadratkilometer.